# Ignacio Rambla
Ignacio Rambla, född den 2 januari 1964 i Jerez de la Frontera i Spanien, är en spansk ryttare.
Han tog OS-silver i lagtävlingen i dressyr i samband med de olympiska ridsporttävlingarna 2004 i Aten.